# Hur härligt vittna land och sjö
Hur härligt vittna land och sjö är en vinterpsalm av Zacharias Topelius 1879, den enda vinterpsalm som egentligen finns i de nordiska psalm- och sångböckerna, med undantag för sommarpsalmen De blomster som i marken bor, som delvis handlar om vintern. Grundtonen i Hur härligt vittna land och sjö är lovsång och tacksamhet, vilket passade Zacharias Topelius, som uppskattade vintern och som till exempel önskade vinterns färger till Finlands flagga. Psalmen trycktes första gången i psalmboksförslaget 1880. 
Melodi till denna psalm i svenska psalmböcker har skrivits av Nathan Söderblom 1916 (Ess-dur, 4/4, samma som till I denna ljuva sommartid och därmed även Likt vårdagssol i morgonglöd och Lär mig, du skog, att vissna glad). I finlandssvenska psalmboken 1986 däremot har psalmen en melodi som skrivits av Johann Balthasar König från 1738 (F-dur, 2/2 och 3/2).

## Publicerad i
- Svensk söndagsskolsångbok 1908 som nr 287 under rubriken "Årstiderna".
- Lilla Psalmisten 1909 som nr 219 under rubriken "Sånger vid särskild tilfällen".
- Nya psalmer 1921 som nr 647 tillägget till 1819 års psalmbok under rubriken "Tidens skiften: Årets tider: Vintern".
- Svensk söndagsskolsångbok 1929 som nr 266 under rubriken "Naturen och årstiderna"
- 1937 års psalmbok som nr 480 under rubriken "Vintern".
- Psalmer och Sånger 1987 som nr 557 under rubriken "Dagens och årets tider - Årstiderna".[1]
- Finlandssvenska psalmboken 1986 som nr 544 med melodi av J.B. König, texten lätt bearbetad under rubriken "Årets tider"
- Den svenska psalmboken 1986 som nr 518 under rubriken "Årstiderna".